# Vitor Meireles
Vitor Meireles là một đô thị thuộc bang Santa Catarina, Brasil. Đô thị này có diện tích 371,56 km², dân số năm 2007 là 5563 người, mật độ 14,1 người/km².